# 奇缘
《奇緣》是一部1986年上映的香港奇幻動作片，由程小東執導，鄒定歐監製，徐正康編劇，周潤發、藍潔瑛、朱寶意、狄威主演。本片榮獲第6屆香港電影金像獎武術動作指導。

## 劇情簡介
在尼泊爾度假期間，Joe（周潤發 飾）和女友Ida（藍潔瑛 飾）在騎大象時，他不慎跌倒受傷摔傷了腿。在加德滿都的醫院治理期間，他在迷糊中看到了一個擁有奇異魔力的蒙面女子。Joe後來被送往香港的醫院治療，住院期間，那個在夢中出現的神秘女人斯娜（朱寶意 飾），神奇地治癒了他的雙腿並賦予他特異功能，例如能夠在空中大跳躍。斯娜告訴Joe，她是一個神秘部落的女奴，並且Joe已成為一個被選中的人，並請求他幫助擊敗一個喜馬拉雅部落的邪派頭目。

## 演員
| 演員   | 角色     |
| 周潤發 | Joe      |
| 藍潔瑛 | Ida      |
| 朱寶意 | 斯娜     |
| 狄威   | 邪派頭目 |
| 吳杭生 |          |
| 鄧泰和 |          |

## 電影歌曲

### 主題曲
| 歌名     | 演唱者 | 作曲   | 填詞   |
| 〈奇緣〉 | 林楚麒 | 林敏怡 | 林敏驄 |

## 獎項
| 年份 | 頒獎典禮            | 獎項         | 名單                         | 結果 |
| ---- | ------------------- | ------------ | ---------------------------- | ---- |
| 1987 | 第6屆香港電影金像獎 | 最佳剪接     | 張耀宗                       | 提名 |
| 1987 | 第6屆香港電影金像獎 | 最佳美術指導 | 梁華生                       | 提名 |
| 1987 | 第6屆香港電影金像獎 | 武術動作指導 | 程小東、劉志豪、郭追、徐忠信 | 獲獎 |
| 1987 | 第6屆香港電影金像獎 | 柯達榮譽大獎 |                              | 獲獎 |

## 外部連結
- 香港影庫上《奇缘》的資料（繁體中文）
- 開眼電影網上《奇缘》的資料（繁體中文）
- 时光网上《奇缘》的資料（简体中文）
- 豆瓣电影上《奇缘》的資料 （简体中文）
- 互联网电影数据库（IMDb）上《奇缘》的资料（英文）
- 爛番茄上《奇缘》的資料（英文）
- AllMovie上《奇缘》的资料（英文）